# Ханс Блашке
Ханс Блашке (1. април 1896, Беч — Салцбург, 25. октобар 1971) био је аустријски политичар, члан Нацистичке партије (НСДАП) и градоначелник Беча од 30. децембра 1943. до 6. априла 1945.

## Биографија
Блашке је рођен у породици пореског службеника: Студирао је електротехнику на Технолошком универзитету у Бечу. Његове студије су прекинуте 1914. избијањем Првог светског рата. Блашке се борио као поручник у аустроугарској војсци до краја рата. Наставио је студије и дипломирао 1922.
Већ 1931. Блашке је радио као илегалац у аустријском НСДАП-у. Након учешћа у јулском пучу 1934. осуђен је на доживотну робију због издаје, али је пуштен након две године.
1938. Блашке је учествовао у анексији Аустрије, и то активно у нападу на зграду Отаџбинског фронта. Потом је био истакнути члан нацистичке владе и постао је градоначелник Беча 1943. На овој функцији био је све до предаје нациста у априлу 1945.
1948. Блашке је осуђен за велеиздају у Аустрији. Осуђен је на шест година затвора и лишење имовине; међутим, ова пресуда је поништена у жалбеном поступку 1958.
Блашкеова ћерка, Герти Барна, била је глумица у Немачком Фолкстеатру у Бечу.